# Beaufort-sur-Gervanne
Pour les articles homonymes, voir Beaufort et Gervanne (homonymie).
Beaufort-sur-Gervanne est une commune française située dans le département de la Drôme, en région Auvergne-Rhône-Alpes.

## Géographie

### Localisation
La commune est située au nord-est de Crest.

### Relief et géologie
À l'ouest de Beaufort-sur-Gervanne, les marnes bleues affleurent largement en rive nord de la Gervanne et presque jusqu'au lit de la Sye. Elles remplissent le large synclinal de Gigors.

### Hydrographie
La commune est arrosée par la Gervanne.

### Climat
Pour des articles plus généraux, voir Climat d'Auvergne-Rhône-Alpes et Climat de la Drôme.
En 2010, le climat de la commune est de type climat méditerranéen altéré, selon une étude du CNRS s'appuyant sur une série de données couvrant la période 1971-2000. En 2020, Météo-France publie une typologie des climats de la France métropolitaine dans laquelle la commune est exposée à un climat de montagne ou de marges de montagne et est dans la région climatique  Alpes du sud, caractérisée par une pluviométrie annuelle de 850 à 1 000 mm, minimale en été. 
Pour la période 1971-2000, la température annuelle moyenne est de 12,2 °C, avec une amplitude thermique annuelle de 17,3 °C. Le cumul annuel moyen de précipitations est de 937 mm, avec 8,1 jours de précipitations en janvier et 4,8 jours en juillet. Pour la période 1991-2020, la température moyenne annuelle observée sur la station météorologique installée sur la commune est de 12,8 °C et le cumul annuel moyen de précipitations est de 936,4 mm,. Pour l'avenir, les paramètres climatiques de la commune estimés pour 2050 selon différents scénarios d'émission de gaz à effet de serre sont consultables sur un site dédié publié par Météo-France en novembre 2022.
| Mois                                  | jan.             | fév.           | mars            | avril         | mai             | juin           | jui.           | août           | sep.           | oct.            | nov.            | déc.           | année      |
| ------------------------------------- | ---------------- | -------------- | --------------- | ------------- | --------------- | -------------- | -------------- | -------------- | -------------- | --------------- | --------------- | -------------- | ---------- |
| Température minimale moyenne (°C)     | 0,2              | 0,3            | 3,3             | 5,9           | 9,5             | 13,2           | 15,2           | 15,2           | 11,7           | 8,5             | 4               | 1              | 7,3        |
| Température moyenne (°C)              | 4,3              | 5,1            | 8,8             | 11,7          | 15,6            | 19,6           | 22,1           | 22             | 17,7           | 13,5            | 8,2             | 4,9            | 12,8       |
| Température maximale moyenne (°C)     | 8,3              | 9,9            | 14,3            | 17,5          | 21,6            | 26             | 29             | 28,9           | 23,6           | 18,6            | 12,4            | 8,8            | 18,2       |
| Record de froid (°C) date du record   | −12,2 04.01.1993 | −15,3 05.02.12 | −11,7 01.03.05  | −4 04.04.22   | −1,9 05.05.1991 | 4,6 14.06.1995 | 6,5 12.07.1993 | 5,6 30.08.1998 | 0,6 29.09.1993 | −4,1 30.10.1997 | −8,8 23.11.1998 | −12,5 20.12.09 | −15,3 2012 |
| Record de chaleur (°C) date du record | 19,1 10.01.15    | 22,4 24.02.20  | 25,1 21.03.1990 | 29,9 28.04.12 | 32,2 30.05.01   | 37,4 28.06.19  | 37,6 19.07.03  | 40,6 13.08.03  | 34,2 04.09.16  | 29,9 09.10.23   | 23,8 14.11.23   | 21,7 31.12.21  | 40,6 2003  |
| Précipitations (mm)                   | 69,2             | 54,8           | 61              | 82,2          | 84,6            | 66             | 59,2           | 69,2           | 108,2          | 104,2           | 111,4           | 66,4           | 936,4      |

### Voies de communication et transports
Le territoire communal est traversé principalement par la route départementale 70 (RD70) qui permet de rejoindre Crest. La RD 172 longe la vallée de la Gervanne.

## Urbanisme

### Typologie
Au 1er janvier 2024, Beaufort-sur-Gervanne est catégorisée commune rurale à habitat dispersé, selon la nouvelle grille communale de densité à 7 niveaux définie par l'Insee en 2022.
Elle est située hors unité urbaine. Par ailleurs la commune fait partie de l'aire d'attraction de Crest, dont elle est une commune de la couronne,. Cette aire, qui regroupe 17 communes, est catégorisée dans les aires de moins de 50 000 habitants,.

### Occupation des sols
L'occupation des sols de la commune, telle qu'elle ressort de la base de données européenne d’occupation biophysique des sols Corine Land Cover (CLC), est marquée par l'importance des forêts et milieux semi-naturels (55,3 % en 2018), une proportion sensiblement équivalente à celle de 1990 (55,5 %). La répartition détaillée en 2018 est la suivante : 
forêts (49,4 %), prairies (17,5 %), terres arables (12,3 %), zones agricoles hétérogènes (7,7 %), milieux à végétation arbustive et/ou herbacée (5,8 %), cultures permanentes (3,8 %), zones urbanisées (3,4 %). L'évolution de l’occupation des sols de la commune et de ses infrastructures peut être observée sur les différentes représentations cartographiques du territoire : la carte de Cassini (XVIIIe siècle), la carte d'état-major (1820-1866) et les cartes ou photos aériennes de l'IGN pour la période actuelle (1950 à aujourd'hui).

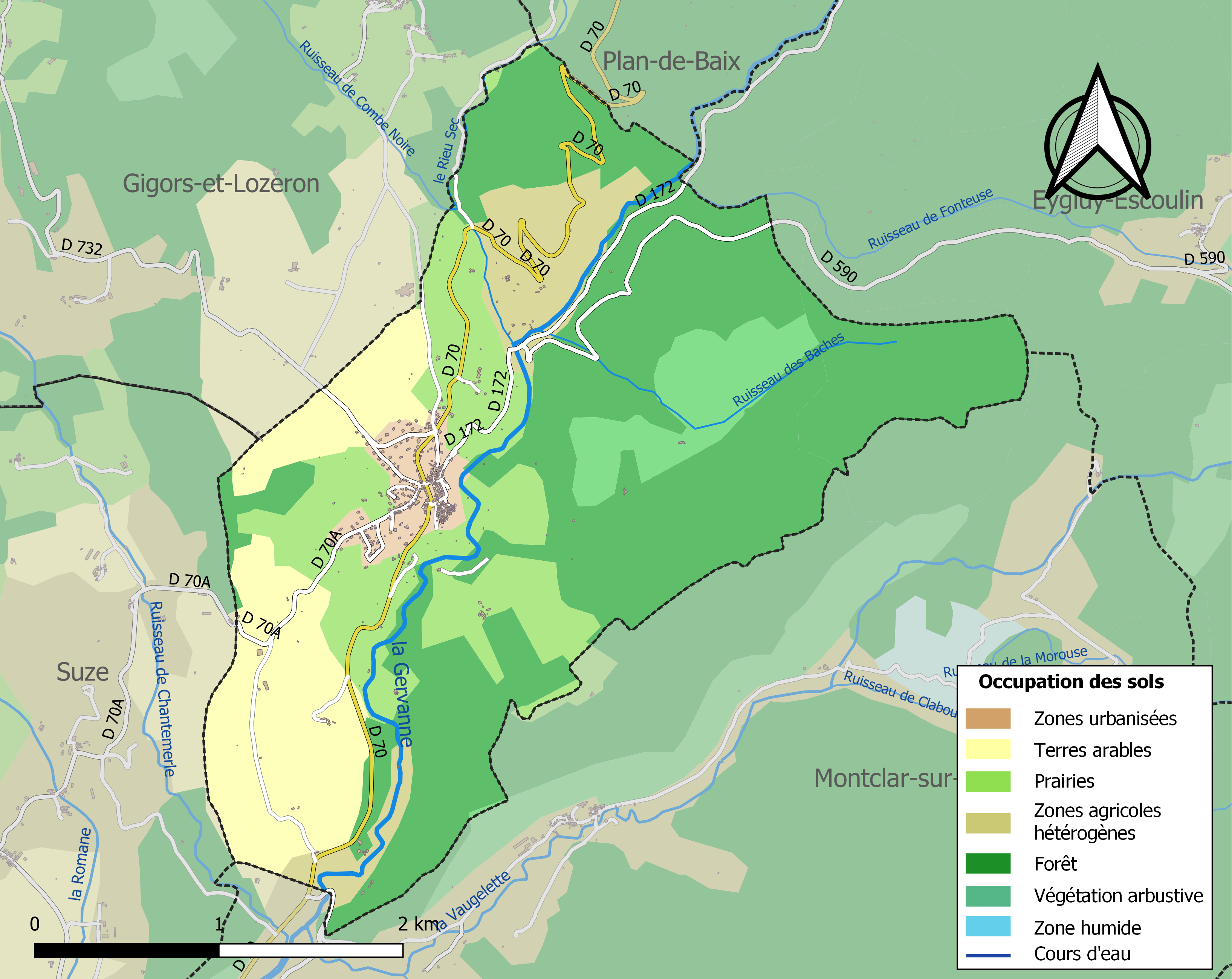
Carte des infrastructures et de l'occupation des sols de la commune en 2018 (CLC).

## Toponymie

### Attestations
Dictionnaire topographique du département de la Drôme :
- 1332 : castrum Belli Fortis (inventaire des dauphins, 76).
- 1347 : Bellum Forte (Valbonnais, II, 550).
- 1462 : castrum Bellifortis et Bellum Forte (choix de docum., 268).
- 1509 : mention de l'église Saint-Bartholomé ecclesia beati Bartholomei Bellifortis (visites épiscopales).
- 1516 : mention de l'église cura Bellifortis (pouillé de Die).
- 1529 : Belfort (archives hosp. de Crest, B 11).
- 1574 : Beauffort (mémoire des frères Gay).
- 1891 : Beaufort, commune du canton de Crest-Nord.

Non daté[réf. nécessaire] : Beaufort-sur-Gervanne.

### Étymologie
« Beau et fort », appellation avantageuse pour une fortification.

## Histoire
Pour un article plus général, voir Histoire de la Drôme.

### Antiquité: les Gallo-romains
Établissement gallo-romain.

### Du Moyen Âge à la Révolution
Les seigneuries : au point de vue féodal, le territoire de Beaufort était formé de deux terres (ou seigneuries), celle de Beaufort et celle du Monestier (ou de Saint-julien) (voir ce nom) :
- Celle de Beaufort relève des dauphins.
- 1332 : possession des comtes de Valentinois.
- 1419 : la terre passe à la couronne de France.
- 1449 : elle est donnée aux Caqueran.
- 1483 : elle est reprise.
- 1521 : vendue (sous faculté de rachat) aux Clermont-Montoison et aux Eurre.
- 1645 : vendue aux Arbalestier.
- Ces derniers la vendent aux (du) Truchet.
- 1732 : passe (par mariage) aux Vogüé.
- 1739 : passe aux Clerc de la Devéze, derniers seigneurs.

Avant 1790, Beaufort était une commune de l'élection de Montélimar, subdélégation de Crest et de la sénéchaussée de Crest. Elle formait une paroisse du diocèse de Die. Son église, sous le vocable de Saint-Barthélemy et Saint-Sébastien avait remplacé au XVIe siècle celle de Saint-Julien. Les dîmes appartenaient à l'évêque diocésain qui était collateur de la cure.

#### Saint-Julien
Dictionnaire topographique du département de la Drôme :
- 1244 : mention du prieuré : monasterium Sancti Juliani (cartulaire de Léoncel, 134).
- 1248 : villa Sancti Juliani (cartulaire de Léoncel, 155).
- 1254 : mention du prieuré : monasterium Sancti Juliani, siti in mandamento castri de Monteclaro (cartulaire de Léoncel, 187).
- 1257 : villa monasterii Sancti Juliani (cartulaire de Léoncel, 182).
- 1262 : mention du prieuré : prioratus Sancti Juliani (cartulaire de Léoncel, 207).
- 1290 : mention du prieuré : monasterium Montisclari (cartulaire de Léoncel, 262).
- 1334 : castrum monasterii (inventaire des dauphins, 75).
- XIVe siècle : capella monasterii Montis Clari (pouillé de Die).
- 1552 : Notre-Dame du Monestier (archives de la Drôme, E 40).
- 1891 : Saint-Julien, quartier de la commune de Beaufort.

Ancien chef-lieu de la plus grande partie du territoire de la commune actuelle de Beaufort, formant au point de vue féodal une terre distincte de celle de Beaufort :
- La terre (ou seigneurie) est premièrement possédée par les dauphins.
- 1201 : elle est hommagée aux évêques de Die.
- 1263 : la seigneurie est cédée aux Artaud.
- 1298 : elle est vendue aux Mévouillon.
- Elle passe aux comtes de Valentinois qui l'unissent à leur terre de Beaufort (voir plus haut).

L'église fut pendant longtemps le chef-lieu d'une paroisse du diocèse de Valence, comprenant le territoire de Beaufort. Cette église, premièrement dédiée à saint Julien, puis à Notre-Dame, était celle d'un prieuré de cisterciens (dépendant de l'abbaye de Léoncel), supprimé au XIVe siècle. L'église était encore debout au XVIe siècle.

### De la Révolution à nos jours
En 1790, la commune de Beaufort est comprise dans le canton du Plan-de-Baix. La réorganisation de l'an VIII (1799-1800) la fait entrer dans celui de Crest-Nord.
1944 : les combats du Vercors occasionnent des destructions. Le chef-lieu sera reconstruit. La commune a été citée avec croix de guerre.

## Politique et administration

### Liste des maires
| Période                                  | Période                       | Identité                            | Étiquette        | Qualité                         |
| ---------------------------------------- | ----------------------------- | ----------------------------------- | ---------------- | ------------------------------- |
| Les données manquantes sont à compléter. |                               |                                     |                  |                                 |
| ?                                        | ?                             | Marcel Sayn                         |                  |                                 |
| ?                                        | ?                             | Henri Morin                         |                  | résistant chef de compagnie FFI |
| 1980                                     | 1983                          | André Colomb                        |                  |                                 |
| 1983                                     | 2008                          | René Saussac                        |                  |                                 |
| 2008                                     | 2014                          | Jérôme Colomb                       |                  |                                 |
| 2014                                     | 2020                          | Catherine Mathieu                   | (sans étiquette) | fonctionnaire                   |
| 2020                                     | En cours (au 19 janvier 2021) | Gérard Gagnier[source insuffisante] |                  |                                 |

## Population et société

### Démographie
L'évolution du nombre d'habitants est connue à travers les recensements de la population effectués dans la commune depuis 1793. Pour les communes de moins de 10 000 habitants, une enquête de recensement portant sur toute la population est réalisée tous les cinq ans, les populations de référence des années intermédiaires étant quant à elles estimées par interpolation ou extrapolation. Pour la commune, le premier recensement exhaustif entrant dans le cadre du nouveau dispositif a été réalisé en 2008.

En 2022, la commune comptait 485 habitants, en évolution de +3,63 % par rapport à 2016 (Drôme : +2,64 %, France hors Mayotte : +2,11 %).
| 1793 | 1800 | 1806 | 1821 | 1831 | 1836 | 1841 | 1846 | 1851 |
| ---- | ---- | ---- | ---- | ---- | ---- | ---- | ---- | ---- |
| 312  | 371  | 341  | 360  | 407  | 414  | 449  | 482  | 448  |

| 1856 | 1861 | 1866 | 1872 | 1876 | 1881 | 1886 | 1891 | 1896 |
| ---- | ---- | ---- | ---- | ---- | ---- | ---- | ---- | ---- |
| 496  | 530  | 560  | 597  | 557  | 519  | 481  | 452  | 446  |

| 1901 | 1906 | 1911 | 1921 | 1926 | 1931 | 1936 | 1946 | 1954 |
| ---- | ---- | ---- | ---- | ---- | ---- | ---- | ---- | ---- |
| 465  | 468  | 437  | 381  | 385  | 355  | 349  | 347  | 321  |

| 1962 | 1968 | 1975 | 1982 | 1990 | 1999 | 2006 | 2008 | 2013 |
| ---- | ---- | ---- | ---- | ---- | ---- | ---- | ---- | ---- |
| 320  | 276  | 267  | 253  | 253  | 312  | 371  | 388  | 454  |

| 2018 | 2022 | - | - | - | - | - | - | - |
| ---- | ---- | - | - | - | - | - | - | - |
| 473  | 485  | - | - | - | - | - | - | - |

### Enseignement
La commune relève de l'académie de Grenoble. L'école est installée en regroupement pédagogique depuis 1990 et accueille ainsi une centaine d'enfants pris en charge par quatre enseignantes. La cantine est installée à Suze, village voisin, et les temps d'activités périscolaires sont pris en charge par les communes[réf. nécessaire].

### Santé
La commune dispose d'un médecin et d'un pôle médical (infirmières, orthophoniste, kinésithérapeute, kinésiologue)[réf. nécessaire].

### Manifestations culturelles et festivités
- Organisations de soirées musicales [réf. nécessaire].
- Fête : le dernier dimanche de juillet[2].
- Festival au mois d'août[réf. nécessaire].

### Loisirs
- Chasse et pêche[2].
- Pratique du VTT[réf. nécessaire].
- Randonnées : huit randonnées traversent ou partent de la place principale[réf. nécessaire].
- Randonnées équestres[réf. nécessaire].
- Les associations locales proposent du football, de la danse, du yoga[réf. nécessaire].
- Les falaises d'Omblèze sont un site privilégié pour la pratique de l'escalade[réf. nécessaire].

### Sports
- Football[réf. nécessaire].

### Médias
Le territoire de la commune se situe dans l'aire de diffusion de plusieurs médias :
- Presse écrite
  - Le Dauphiné libéré, quotidien régional qui consacre, chaque jour, y compris le dimanche, dans son édition de « La vallée de la Drôme » un ou plusieurs articles à l'actualité du canton et de la commune, ainsi que des informations sur les éventuelles manifestations locales, les travaux routiers, et autres événements divers à caractère local.
  - L'Agriculture Drômoise, journal d'informations agricoles et rurales, couvre l'ensemble du département de la Drôme.
  - Drôme Hebdo (ancien Peuple Libre), hebdomadaire chrétien d'informations.
  - Journal du Diois et de la Drôme.
- Presse audio-visuelle
  - France Bleu est une radio publique diffusée sur son territoire.

## Économie

### Agriculture
En 1992 : céréales, noix, vignes (vin AOC Clairette de Die), caprins, pisciculture.
- Foires : les 15 février, 15 avril, 24 août, 21 octobre, 16 novembre[2].

### Commerce
Avril 2016 : création d'une épicerie associative dans le centre du village à la suite de la fermeture de l'ancienne épicerie en juillet 2014. Cette épicerie emploie aujourd'hui trois salariés à temps plein, et jouit d'une fréquentation soutenue

### Artisanat
En 2008, Bernard Xueref, un enfant du pays, agrobiologiste de métier, reconvertit l'ancienne ferme de ses grands-parents au lieu-dit Les Bérangers en bâtiment bio-climatique et y installe une chocolaterie artisanale bio et équitable : La Frigoulette. Lauréate du concours ARTINOV des Entreprises Artisanales Innovantes en 2012, elle produit une large gamme de chocolats, sans gluten ni matière grasse animale, à partir d'une fève « 1er Grand Cru de Plantation » originaire de São-Tomé-et-Principe. Militant pour un modèle d'agriculture durable et solidaire, Bernard Xueref développe depuis plusieurs années des échanges scolaires et humanitaires avec cette île du Golfe de Guinée.

### Tourisme
- Vieux village et ses abords (SI)[2].
- Station climatique d'été[2].

## Culture locale et patrimoine

### Lieux et monuments
- Vestiges de fortifications[2].
- Ancien château : portail[2].

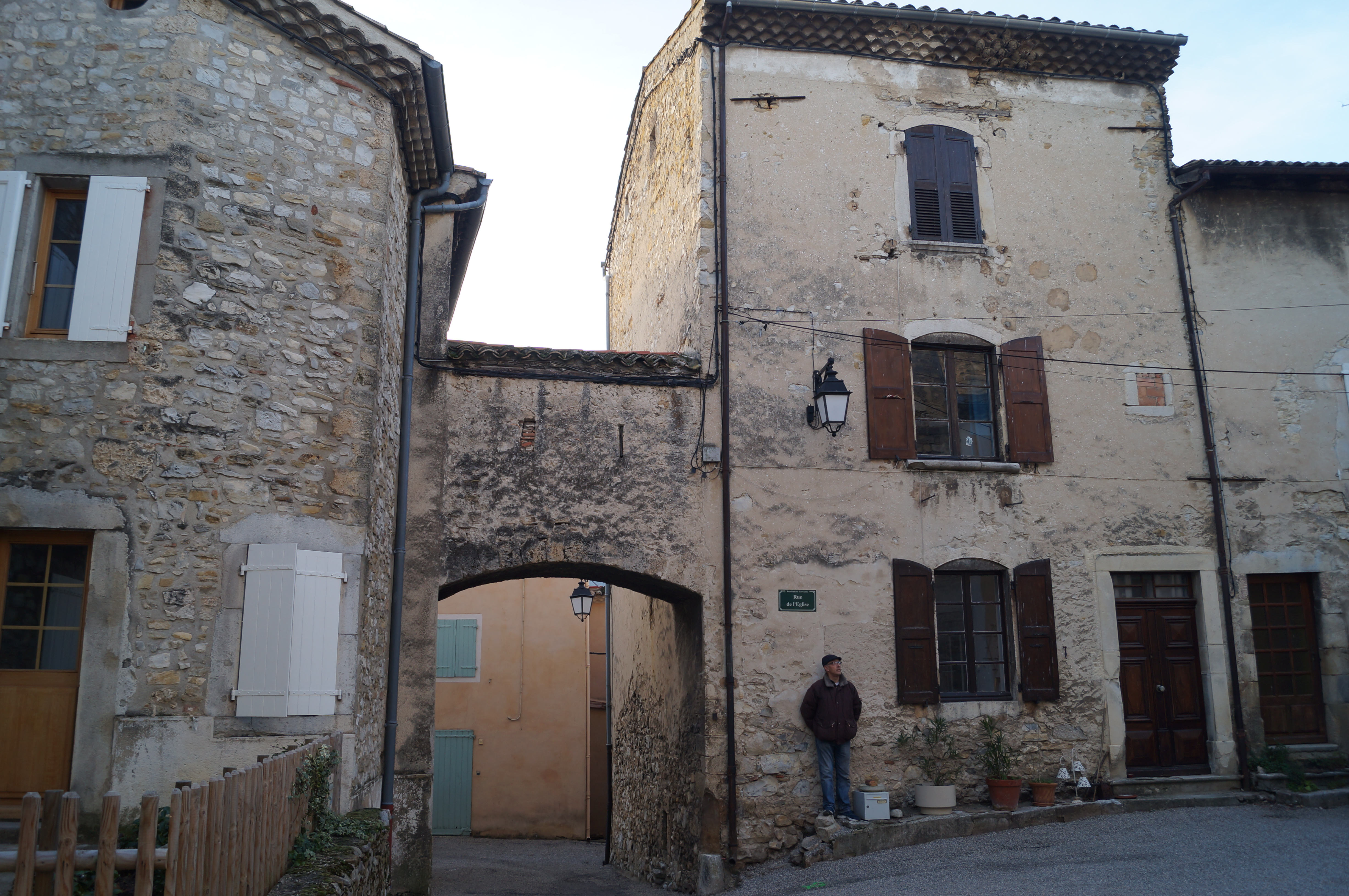
La porte du château.

- Maisons anciennes, ruelles, fontaine[2].
- Église catholique Saints-Barthélemy-et-Sébastien de Beaufort-sur-Gervanne du XIXe siècle : clocher-porche sur une vieille tour[2].
- Temple protestant du XIXe siècle[2].

### Patrimoine culturel
- Musée de la Préhistoire[2].
- Association des Amis de Gervanne[2].

### Patrimoine naturel
- Grottes[2].
- Sources[2].
- À quinze kilomètres du village, les chutes de la Druise et la Pissoire[23] sont des sites remarquables, à l'entrée des gorges d’Omblèze. Elles sont classées pour leur intérêt paysagé[réf. nécessaire].

### Personnalités liées à la commune
- Pierre Lombard-Lachaux, (1744-1807), homme politique et révolutionnaire français, député du Loiret à la Convention.
- Paul-Louis Simond (1858-1947) : biologiste, médecin de marine, spécialiste des épidémies. Il est né à Beaufort-sur-Gervanne.
- Georges Mouriquand (1880-1966) : pédiatre qui contribua notablement à la diffusion des idées pastoriennes. Il est né à Beaufort-sur-Gervanne.

### Héraldique, logotype et devise
|  | Beaufort-sur-Gervanne possède des armoiries dont l'origine et le blasonnement exact ne sont pas disponibles. |